# Уланов, Геннадий Иванович
Генна́дий Ива́нович Ула́нов (7 ноября 1929 — 23 сентября 2018, Калуга) — советский государственный и партийный деятель, в 1983—1990 первый секретарь Калужского обкома КПСС. Кандидат в члены ЦК КПСС (1986—1990). Депутат Верховного Совета СССР 11-го созыва. Делегат XXIII, XXVI и XXVII съездов КПСС.

## Биография
Родился в селе Федотово Первомайского района Горьковской области.
Окончил Горьковский политехнический институт (1952) и ВПШ при ЦК КПСС (1971, заочно). С 1952 работал на заводах в Калуге, с 1958 директор завода «Калугаприбор».
Член КПСС с 1956 года. С 1961 на партийной и советской работе в Калужской области. С 1965 секретарь, с июля 1983 второй секретарь Калужского обкома КПСС.
С 9.12.1983 по 27.02.1990 первый секретарь Калужского обкома КПСС. В 1986—1990 кандидат в члены ЦК КПСС. Депутат Верховного Совета СССР 11 созыва. Был делегатом XXIII, XXVI и XXVII съездов КПСС.
В марте 1989 участвовал в выборах Народных депутатов СССР на альтернативной основе и не был избран.
В январе 1990 выставил свою кандидатуру на выборах Народных депутатов РСФСР. Но вскоре, узнав из социологических опросов, что его шансы на победу невелики, отказался от участия и подал заявление о выходе на пенсию. В то же время период его руководства Калужской областью считается одним из самых благополучных в истории региона.
В 1992—2004 работал заместителем руководителя, старшим инспектором Департамента Федеральной государственной службы занятости населения по Калужской области.
Выйдя на пенсию, жил в Калуге

## Награды и звания
Награждён тремя орденами Трудового Красного Знамени, орденом Дружбы народов, Почётной грамотой Президиума Верховного Совета РСФСР, Почётной грамотой Федеральной службы занятости населения России, медалью Калужской области «За особые заслуги перед Калужской областью» III и II степени. Почётный гражданин Калужской области (25.03.2004).